# Charles Baehni
Charles Baehni (Ginevra, 21 agosto 1906 – 23 gennaio 1964) è stato un botanico svizzero.

## Biografia
Charles Baehni studiò presso l'Università di Ginevra sotto la supervisione del professore Robert Chodat, conseguendo il titolo di Dottore in Scienze Biologiche nel 1932. Nello stesso anno, ottenne la nomina ad assistente presso il Giardino botanico di Ginevra.
Nel 1934, compì studi presso il Giardino botanico del Field Museum a Chicago; mentre  si trovava negli USA, visitò molte parti del paese, raccogliendo un numero considerevole di campioni botanici.
Nel 1941, Baehni fu nominato conservatore del Giardino botanico di Ginevra e fu direttore del Giardino per venti anni.

## Attività scientifica
Baehni fu autore di oltre cento articoli scientifici. Il suo interesse principale era per la famiglia Sapotaceae.
Contribuì anche allo studio di altre famiglie botaniche, tra le quali Ulmaceae, Lacistemaceae e Violaceae.